# Karen Holmgaard
Karen Rosted Holmgaard (* 28. Januar 1999 in Bording) ist eine dänische Fußballspielerin. 2018 spielte sie erstmals in der dänischen Nationalmannschaft.

## Karriere

### Verein
Karen und ihre Zwillingsschwester Sara starteten ihre Karriere beim Bording IF. Nach Stationen bei Vejle Idrætsefterskole und Velje BK kam sie 2017 zu Fortuna Hjørring. Sie gewannen mit dem Verein 2018 und 2020 die dänische Meisterschaft und 2019 den Pokal.
Auf europäischer Ebene spielte sie erstmals im Sechzehntelfinale der UEFA Women’s Champions League 2017/18. Nachdem sie mit ihrer Mannschaft, aber ohne Sara beim AC Florenz mit 1:2 verloren hatte, kamen sie beide beim torlosen Rückspiel zum Einsatz. Ein Jahr später schieden sie mit ihrer Mannschaft nach zwei 0:2-Niederlagen gegen die Florentinerinnen aus. Ein Jahr später hatte sie zwei Einsätze im Sechzehntelfinale. Im Achtelfinale schied ihre Mannschaft ohne sie gegen Titelverteidiger Olympique Lyon nach insgesamt 11 kassierten Toren aus. Während Sara immer die volle Spielzeit auf dem Platz stand, wurde Karen zumeist ein- oder ausgewechselt.
Im Dezember 2020 erhielten die Zwillinge Verträge beim 1. FFC Turbine Potsdam. Am 5. Februar 2021 wurden die Zwillinge bei der 2:3-Auswärtsniederlage gegen den deutschen Meister VfL Wolfsburg erstmals in der Frauen-Bundesliga eingesetzt. Im Sommer 2022 wechselten die Zwillinge nach England zum FC Everton. Ihre Schwester wurde aber sofort an Fortuna Hjørring ausgeliehen und kam erst im Januar 2023 zu zwei Kurzeinsätzen für Everton, wobei beide gemeinsam auf dem Platz standen.

### Nationalmannschaft
Im September 2014 kamen die Zwillinge bei zwei Freundschaftsspielen gegen Deutschland zu ihren ersten Einsätzen in der dänischen U-16-Mannschaft, mit der sie dann im Februar 2015 bei einem UEFA-Turnier in Irland und Ende Juni/Anfang Juli am Nordic Cup in ihrer Heimat teilnahmen, wo sie drei bzw. vier weitere Einsätze hatten. Bereits im September folgten zwei Einsätze in Freundschaftsspielen in der U-17-Mannschaft gegen Italien und dann die Teilnahme an der ersten Qualifikationsrunde für die U-17-EM 2016, die in Ungarn ausgetragen wurde. Mit Siegen ohne Gegentor gegen die Gastgeberinnen, Israel und Wales erreichten sie die Eliterunde. Bei dieser im März 2016 in Nordirland ausgetragenen Runde konnten die Däninnen zwar gegen die Gastgeberinnen, mit den ersten beiden Länderspieltoren von Karen, und die Ukraine gewinnen, wobei Sara ihre ersten beiden Länderspieltore erzielte, durch eine Niederlage gegen Spanien verpassten sie aber die Endrunde.
Auch in der U-19-Mannschaft bestritten beide gemeinsam ihr erstes Spiel. Bei einem Freundschaftsspiel gegen die Schweiz im September 2016 standen beide in der Startelf, Karen wurde aber in der 85. Minute ausgewechselt. Im Oktober nahmen sie dann beide an der ersten Qualifikationsrunde zur U-19-Fußball-Europameisterschaft der Frauen 2017 teil. Karen konnte zwar beim 10:1 gegen die Slowakei zwei Tore erzielen, wurde aber im Gegensatz zu Sara in den beiden anderen Spielen nicht eingesetzt, in denen gegen Gastgeber Montenegro mit 7:0 gewonnen und gegen Ungarn mit 0:2 verloren wurde. Als Gruppenzweite erreichten sie aber die zweite Runde. Diese fand im April 2017 in der Türkei statt, wo sie wieder beide alle drei Spiele mitmachten. Mit einem 5:0 gegen Tschechien starteten die Däninnen gut, verloren dann aber gegen England mit 0:2, so dass ein weiteres 5:0 gegen die Gastgeberinnen nicht zum Erreichen der Endrunde reichte, obwohl sie zweitbeste Gruppenzweite waren. Im September 2017 nahmen sie in Litauen einen neuen Anlauf und konnten beide zu den drei Siegen beitragen. Beide wurden dann auch noch bei zwei Freundschaftsspielen im Oktober gegen die Schweiz eingesetzt. Für Karen waren das dann aber die letzten Spiele in der U-19-Mannschaft, denn bereits im Februar 2018 bestritt sie beim Algarve-Cup ihre ersten vier Länderspiele für die A-Nationalelf.
Im November 2018 wurden beide bei einem 1:1 gegen Finnland erstmals in der U-23 eingesetzt, wobei beide in der Startelf standen, Karen aber nach 58 Minuten ausgewechselt wurde. Am 27. Februar stand sie im ersten Spiel des Algarve-Cup 2019 gegen Norwegen in der Startelf, am 4. März spielten dann beide erstmals zusammen in der A-Elf, wobei Karen gegen China zur zweiten Halbzeit und Sara in der 66. Minute eingewechselt wurde. Im Spiel um Platz 5 gegen Schottland standen dann beide in der Startelf, Karen wurde aber in ihrem 13. A-Länderspiel nach 58 Minuten ausgewechselt und danach noch nicht wieder eingesetzt. In den ersten sechs Spielen der Qualifikation für die WM 2023 saß sie viermal auf der Bank. Im bisher letzten Spiel am 12. April wurde sie in der 66. Minute eingewechselt und erzielte mit ihrem ersten Tor für die A-Elf den 2:0-Endstand gegen Aserbaidschan. Nach dem Ausschluss der Russinnen wegen des völkerrechtswidrigen russischen Überfalls auf die Ukraine standen die Däninnen vorzeitig als WM-Teilnehmerinnen fest. Zuletzt nahmen sie 2007 an einer WM teil.
Am 16. Juni wurde sie wie ihre Schwester für die EM-Endrunde 2022 nominiert. Bei der EM wurde sie in zwei Gruppenspielen eingesetzt. Nach Niederlagen gegen Deutschland (ohne sie) und Spanien sowie einem Sieg gegen Finnland schieden die Däninnen als Gruppendritte aus.
Am 30. Juni wurde sie für die WM-Endrunde in Australien und Neuseeland nominiert, wurde in jedem der vier Spiele ihres Teams eingesetzt und schied mit der Mannschaft im Achtelfinale gegen die Australierinnen aus.
Da erstmals das Abschneiden bei der WM für die europäischen Teams nicht entscheidend für die Qualifikation zu den Olympischen Spielen 2024 war, hatten die Däninnen noch die Chance sich über die UEFA Women’s Nations League 2023/24 für die Spiele in Paris zu qualifizieren. Die Däninnen konnten auch im ersten Spiel den härtesten Konkurrenten Deutschland mit 2:0 besiegen, verloren aber nach drei weiteren Siegen gegen die anderen Gruppengegner das Rückspiel in Deutschland mit 0:3 und auch das letzte Heimspiel gegen Island. Damit verpassten sie als Gruppenzweite das Final Four Turnier, bei dem um zwei Olympiatickets gespielt wurde. Karen hatte drei Kurzeinsätze in den letzten drei Spielen.
Am 20. Juni 2025 wurde sie für die EM-Endrunde nominiert. Sie kam ebenso wie ihre Schwester bei den drei Niederlagen der Däninnen zum Einsatz, nach denen diese ausschieden.

## Erfolge
- 2018 und 2020: Dänische Meisterin
- 2019: Dänische Pokalsiegerin

## Auszeichnungen
- 2018: Weibliches Talent des Jahres[13]